# شهرستان پانولا (میسیسیپی)
شهرستان پانولا، میسیسیپی (به انگلیسی: Panola County, Mississippi) یک سکونتگاه مسکونی در ایالات متحده آمریکا است که در ایالت میسیسیپی واقع شده‌است.